# Servet Tazegül Spor Salonu
Servet Tazegül Spor Salonu – hala widowiskowo-sportowa w Mersinie, w Turcji. Została otwarta w czerwcu 2013 roku. Pojemność areny wynosi 7500 widzów. Swoje spotkania w hali rozgrywają koszykarki klubu Çukurova Basketbol.
Hala powstała z myślą o 17. Igrzyskach Śródziemnomorskich w 2013 roku, które organizowane były w Mersinie. Obiekt został otwarty w czerwcu 2013 roku, niedługo przed igrzyskami, po półtora roku budowy. Arena została nazwana imieniem Serveta Tazegüla. Podczas igrzysk w hali rozegrano wszystkie mecze turnieju koszykówki oraz spotkania fazy play-off zawodów siatkarskich. W hali regularnie swoje spotkania rozgrywają koszykarki klubu Çukurova Basketbol.